# Saaramaanjärvi
Saaramaanjärvi är en sjö i Finland. Den ligger i kommunen Kouvola i landskapet Kymmenedalen, i den södra delen av landet, 150 km nordost om huvudstaden Helsingfors. Saaramaanjärvi ligger 65 meter över havet. I omgivningarna runt Saaramaanjärvi växer i huvudsak barrskog. Den är 3,71 meter djup. Arean är 1,86 kvadratkilometer och strandlinjen är 12,27 kilometer lång. Sjön  ingår i Summajokis huvudavrinningsområde. 
I övrigt finns följande i Saaramaanjärvi:
- Sääsensaaret (en ö)
- Pienetsaaret (en ö)
- Kyöpelinsaari (en ö)
- Palosaari (en ö)